# Vegni (famiglia)
Vegni è un'antica famiglia senese, originariamente Bencivenni, del Monte dei Nove e dei Riformatori per poi, dalla metà del ‘500, assumere il cognome finale di Vegni.

## Storia

### Origini
L'origine della famiglia si fa risalire a Bencivenne, compilatore dell'Ordo Invocato Christi Nomine del 1198, notaio, e console del Comune di Siena nel 1179.
Dai figli di Bencivenne, Guido e Aringhieri, discendono tra gli altri Bencivenne, che nel 1253 fu camerlengo del Consules Dominorum a Siena e soprattutto Iacopo Bencivenni, che fu investito Cavaliere nel 1252. Iacopo fu Podestà di Grosseto tra il 1260 e 1263, nonché rettore dell'Ospedale, ora Complesso museale di Santa Maria della Scala dal 1266 al 1286. Si sposò con India Sansedoni, sorella del Ambrogio Sansedoni. Le attività più frequenti nella famiglia in questi anni sono quella di legali e ufficiali pubblici, come Iacopo appunto, e quella di mercanti e banchieri, come Ferro, a capo, a partire dal 1262, di una società di sfruttamento delle miniere d'argento di Prata, Francesco, Ugo, ed Erminio, che esercitano prestiti a Londra e Colonia nella prima metà de XIII secolo.

### Nel Governo dei Nove
Anche nel secolo XIV la famiglia continua ad essere frequentemente coinvolta nella vita sociale di Siena.  Il primo a risiedere nel Consiglio dei Nove, Supremo Magistrato della Repubblica di Siena fu Bernardino nel Maggio e Giugno del 1316. A lui seguono molti altri, con diverse cariche sia tra gli Ufficiali di Biccherna, che come Gonfalonieri, Concistoro, Esecutori di Gabella, e nei Mercanti, o nei Pupilli, o alla dogana del Sale.
Tra loro Pietro Bencivenni,  negli anni seguenti la peste del 1348, ebbe un ruolo importante nella gestione della difficile situazione delle eredità da assegnare dopo la peste a Siena, con i pochi sopravvissuti e il progressivo abbandono di terre e case. Egli fu eletto tra i 6 Noveschi membri della commissione del Comune dedicata a questa delicata questione.

### Il XV secolo
La famiglia viene esiliata nel 1480, tra Montalcino e Castel del Piano, durante la rivolta contro il Monte dei Nove e dei Riformatori.
Il primo a utilizzare, abbreviato dal latino BCVennis, poi Vennis, il cognome Vegni, fu Pietro di Onofrio di Stefano Bencivenni, che viene citato nel Consiglio Generale del Comune di Chianciano nel 1561 , come Pietro Vegni.

### I tre rami familiari dal XVI al XIX secolo
Nei secoli successivi tre rami principali della famiglia si stabiliscono a Chianciano, Castel del Piano e Montalcino, poi Montisi e Asciano. 

#### - Linea di Chianciano
Dalla linea dei Vegni di Chianciano discende Leonardo de Vegni architetto e scienziato naturalista del XVIII secolo. Questo Ramo della famiglia si è estinto con Luigi de Vegni, figlio adottivo di Leonardo, nel XIX secolo.

#### - Linea di Castel del Piano
Dalla linea genealogica dei Vegni di Castel del Piano, discesero i Vescovi Antonio Vegni, eletto a Sovana, nell'attuale Diocesi di Pitigliano-Sovana-Orbetello nel 1739, e Andrea Domenico, eletto nel 1767 a Montalcino, Arcidiocesi di Siena-Colle di Val d'Elsa-Montalcino. Questa linea si è estinta con Giuseppe, fondatore, con il suo lascito del 1891, della casa di riposo di Castel del Piano.

#### - I Vegni di Montalcino e il rientro a Siena
I Vegni di Montalcino, proseguendo spesso nella professione legale, e acquistando terre nella zona prima di Montisi poi di Asciano, tornano infine, con i due fratelli Andrea e Eustachio a vivere a Siena, nella seconda metà del 1700. Eustachio e suo figlio Nicola acquistando il palazzo del Magnifico in via dei Pellegrini, Andrea, e suo figlio Giuseppe, prendendo dimora in via Franciosa nel palazzo omonimo ai numeri 821 e 823.
Figura di spicco dell'800 toscano fu Angelo Vegni, figlio di Nicola, ingegnere minerario, fondatore delle Officine Galileo, amico di Pietro Bastogi, di Cosimo Ridolfi. Angelo e sua moglie Giuseppina vissero a Firenze, e, rimasti senza figli, lasciarono tutti i loro beni alla Scuola Agraria delle Capezzine Istituto Vegni, da loro fondata nel 1882. Il palazzo Vegni in Firenze è oggi sede universitaria.
La famiglia donò nel 1857 la Chiesa di Sant'Agostino alla Misericordia in Asciano, con il solo obbligo che fosse dedicata al culto in perpetuo e con richiesta di una messa annuale in memoria della famiglia.

### Il XX secolo
Nel XX secolo, in Siena, Guido Vegni (1869-1941), a capo dell'Intendenza di Finanza della Provincia, ebbe un ruolo chiave, insieme al Podestà Fabio Bargagli Petrucci, nell'ottenere i fondi ed eseguire il Risanamento del Quartiere di Salicotto in Siena.
Il figlio Mario fu prefetto in molte città d'Italia e sindaco di Siena nel 1949-51. Nel 1950 Mario Vegni, come Commissario Prefettizio Sindaco di Siena, accompagnò il Presidente della Repubblica Luigi Einaudi, in auto, cosa rara per Siena, all'ingresso del palazzo Comunale per il Palio straordinario per il V centenario di San Bernardino.
In un campo completamente diverso, il nipote di Mario, Guido (1931-2016), si distinse nella seconda metà del XX secolo e principio del XXI per la sua attività di ricerca in fisica delle particelle elementari, sia come docente alla Cattedra dell'Università degli Studi di Milano che fu di Beppo Occhialini, sia come ricercatore dei gruppi DELPHI e poi ATLAS del CERN di Ginevra. Fu Guido, a nome di suo padre Giulio, a donare la Stalla di Palazzo Vegni alla Contrada della Selva, nel 1979, stalla che ha celebrato nel 2019 i dieci palii vinti.

## Membri principali
- Iacopo Bencivenni Console a Grosseto, Rettore dell’Ospedale Santa Maria della Scala nel secolo XIII[9].
- Antonio Vegni, Vescovo di Sovana e Pitigliano dal 1739 to 1746.
- Andrea Domenico Vegni, Vescovo di Montalcino dal 1767 al 1773 (vedi Arcidiocesi di Siena-Colle di Val d'Elsa-Montalcino).
- Leonardo de Vegni architetto e scienziato naturalista, membro dell’arcadia nel XVIII sec.
- Angelo Vegni scienziato, industriale e filantropo nel XIX secolo
- Mario Vegni prefetto, sindaco di Siena 1949-51[20] (Sindaci di Siena)
- Guido Vegni, professore di fisica delle particelle elementari all’Università degli Studi di Milano, e ricercatore al CERN (1931-2016)[23]